# 키지마 류이치
키지마 류이치(일본어: 木島隆一, 1985년 3월 29일~)은 홋카이도 출신의 일본의 성우이다. 마우스 프로모션에 속해 있다.

## 출연작

### TV 프로그램
- 2020년 히프노시스 마이크(이자나미 히후미)